# Omega Aerial Refueling Services
La Omega Aerial Refueling Services è una compagnia aerea privata specializzata nel fornire servizi di rifornimento in volo per le forze aeree militari. La sede principale si trova ad Alexandria in Virginia, mentre la base si trova sull'aeroporto Dulles di Washington.

## Aeromobili in uso
| Aeromobile                     | Origine     | Tipo                           | Versione (denominazione locale) | In servizio (2021) | Note | Immagine |
| Aerei per rifornimento in volo |             |                                |                                 |                    | |          |
| Boeing KC-707                  | Stati Uniti | aereo per rifornimento in volo | KC-707 (B 707-321B)             | 2                  | Si tratta di 3 esemplari (di cui uno ex Pan Am) converiti in aerocisterne dotate di sistema tramite cestello (probe-and-drogue) a partire dal 1999. Un esemplare si è schiantato ed è andato perso il 19 maggio 2011.                                                                   |          |
| McDonnell Douglas KDC-10       | Stati Uniti | aereo per rifornimento in volo | KDC-10DC-10-40                  | 2                  | Uno dei due DC-10-40 è un ex Japan Airlines dotato di sistema tramite cestello (probe-and-drogue). Uno dei due KDC-10 rimasto in servizio è un ex aeronautica olandese, consegnato nel febbraio del 2020. È tra i primi aerei della compagnia dotati del sistema a sonda rigida (boom). |          |